# Ernst von Salomon
Ernst von Salomon (Ernst Friedrich Karl von Salomon; 25. září 1902 Kiel – 9. srpna 1972), byl německý spisovatel a jeden z pachatelů atentátu na ministra zahraničí Walthera Rathenaua.

## Biografie
Narodil se v Kielu v rodině policejního úředníka. Od roku 1913 byl kadetem v Karlsruhe a Berlíně-Lichterfelde; od roku 1919 sloužil v oddílech Freikorps v Pobaltí a Horním Slezsku.
V roce 1922 byl odsouzen k pětiletému vězení za účast na spiknutí vedoucímu k zavraždění Walthera Rathenaua. V květnu roku 1927 dostal další pětiletý trest pro pokus fémové vraždy, ale už v prosinci téhož roku byl propuštěn.
V letech 1933 až 1945 Salomon odmítl Hitlerův režim, zůstal striktně apolitický a věnoval se především psaní pro film. Byl scenáristou velkofilmu Carl Peters z roku 1941, s Hansem Albersem v hlavní roli. Od roku 1945 do roku 1946 byl internován Američany. V padesátých letech napsal další scénáře, k filmové trilogii 08/15 (1954/55) a k filmu Liane, das Mädchen aus dem Urwald (1956).
Salomon zemřel v Stöcktu poblíž Winsenu.

## Dílo
- Die Geächteten (Psanci), 1930
- Die Stadt (Město), 1932
- Die Kadetten (Kadeti), 1933
- Putsch, 1933
- Nahe Geschichte, 1936
- Das Buch vom deutschen Freikorpskämpfer, 1938
- Der Fragebogen (Dotazník neboli Odpovědi na 131 otázku „Fragebogen“ Spojenecké vojenské správy), 1951.
- Boche in Frankreich, 1952
- Das große Los, 1959
- Das Schicksal des A.D. , 1960
- Die schöne Wilhelmine, 1965
- Glück in Frankreich, 1966
- Deutschland. Städte und Landschaften aus den Flugzeug aus gesehen, 1967
- Deutschland deine Schleswig-Holsteiner, 1971
- Die Kette der tausend Kraniche, 1972
- Der tote Preusse, 1973